# Odber Heffer
Odber Wellesley Heffer Bisset  (Saint John, Nuevo Brunswick, 1 de junio de 1860-Santiago, 12 de mayo de 1945) fue un fotógrafo canadiense que se afincó en Chile, donde llegó a ser considerado uno de los más destacados fotógrafos de finales del siglo XIX y principios del siglo XX. Se le reconoce particularmente por su estudio, al cual acudía la elite chilena de la época, así como por su papel en la conformación de una «imagen país» a través de numerosas fotografías de paisajes naturales y urbanos.
Es considerado, junto a Christian Enrique Valck y Gustavo Milet, uno de los fundadores y pioneros de la «fotografía etnográfica» en Chile.

## Biografía
Nacido en 1860 en la ciudad de Saint John, Nuevo Brunswick, Canadá, emprendió un viaje a Nueva York en 1879, donde aprendió el arte fotográfico en un estudio de Broadway. Contratado por el estudio de Félix Leblanc (por ese entonces llamado «establecimiento Garreaud»), llegó a Chile en 1887. Después de varios años de colaboración en las sucursales de Santiago y de Valparaíso –conocida como «Cruz de Reyes»–, compró el estudio Leblanc en 1899. A los pocos meses, vendió el estudio de Valparaíso a Jorge Valck, para dedicarse a su trabajo en la capital. Allí, abrió varios estudios en la calle Huérfanos, unos dedicados a los retratos artísticos y otros a la venta de artículos fotográficos, antes de trasladarse a la calle Estado en 1912, instalándose en el número 150 y, poco más tarde, desplazándose a Estado 33, ubicación próxima a la Alameda en la que instalaría un estudio de fotografías del que llegaría a decirse que era «el establecimiento más grande y mejor instalado de América». La última reubicación de su local fue nuevamente en la misma calle, trasladándose a Estado 242 en 1924, luego de que su estudio sufriese un incendio. El estudio se encontraba todavía en dicha calle cuando murió en 1945, aunque ya se encontraba más enfocado en la venta de artículos fotográficos que en el retrato de estudio, con la publicación anual de un catálogo general de máquinas fotográficas y un surtido completo de materiales y útiles para fotógrafos y aficionados, además de contar incluso con un cuarto oscuro para el uso de los aficionados más exigentes.
Fotógrafo de la elite, vio posar ante su lente a las principales familias de la capital, pero también políticos, profesionales y artistas, cuyos retratos aparecían publicados en revistas de la época tales como Flores Chilenas, Luz y Sombra, Zig-Zag, Familia, Pacífico Magazine y Mundo Social. En este sentido, es particularmente representativo su trabajo con los álbumes de retratos de los invitados a los bailes de fantasía realizados por la familia Edwards en 1905 y por la familia Concha Cazotte en su palacio en 1912, dos eventos que marcaron el imaginario de varias generaciones.
Desde otra arista, resulta significativo el registro que realizó de los paisajes naturales y urbanos de Chile, a la par con su trabajo con los pueblos originarios. Su vasta colección de fotografías de Chile podía ser admirada y adquirida por el público, presentada en unos álbumes de cuero verde grabado con el nombre del fotógrafo. Esta producción, que contribuyó a forjar una «imagen país» en la antesala del Centenario, fue ampliamente reproducida en las publicaciones de la época, entre las cuales se cuentan «Chile en 1908» y «Chile en 1910» de Eduardo Poirier, además del «Libro internacional Sud-americano 1914-1916» de Alberto Márquez.
Asimismo, Heffer participó activamente en el desarrollo de la fotografía aficionada en Chile, desempeñándose como jurado de concursos (Primer certamen de Instantáneas de Luz y Sombra, 1900).
Falleció en Santiago en 1945 con 84 años. Su estudio seguiría funcionando algunos años más, primero bajo la dirección de su hijo Odber Heffer Purves y, luego, de su nieto Alastair.